# 武本大樹
武本 大樹（たけもと だいき、1988年12月15日 - ）は、NHKのアナウンサー。身長は176cm。

## 人物
広島県広島市安芸区出身。修道中学校・高等学校・慶應義塾大学総合政策学部卒業後、2012年に入局。
学生時代は慶應義塾体育会野球部に所属していた。
甲府放送局時代は、社会人野球クラブチームの山梨球友クラブで第39回全日本クラブ野球選手権大会に出場した。
宮崎放送局時代には宮崎ゴールデンゴールズでプレーしたほか、県内4つ目となる社会人野球チームの宮崎灼熱フェニックスの立ち上げに関わった。
また、宮崎県勢として第44回社会人野球日本選手権大会に初出場した宮崎梅田学園硬式野球部の戦いを自ら撮影してドキュメンタリーを制作するなど、社会人野球に強い思い入れがある。宮崎梅田学園硬式野球部の戦いぶりは、サンデースポーツ2020でも放送された。

## 現在の出演番組
- 各種スポーツ中継 実況・リポート（NHKプロ野球、高校野球、競泳、バスケットボール、体操、柔道、武術太極拳など）

## 過去の出演番組
甲府放送局時代
- 土曜スタジオパーク（2012年5月18日）新人お披露目
- 山梨県のニュース
- ニュース山梨845
- Newsまるごと山梨 - リポーター
- 着信御礼!ケータイ大喜利

宮崎放送局時代
- ニュースウオッチ9（スポーツキャスター）（2016年8月15日 - 19日・2018年2月27日 - 3月2日・2018年6月18日 - 22日・リオデジャネイロオリンピック、平昌オリンピック、2018 FIFAワールドカップ以外のスポーツを担当）
- 宮崎県のニュース
- NHKニュース イブニング宮崎 - キャスター
- ニュース845宮崎
- 2016年4月の熊本地震発生時には、熊本放送局に応援で派遣され災害報道を中心にローカルニュースを担当した。
- 2018年7月の平成30年7月豪雨では、広島放送局に応援で派遣され災害報道を中心にローカルニュースを担当した。

東京アナウンス室時代
- NHKニュースおはよう日本
  - 廣瀬智美の代理キャスター（2020年7月25日・26日）
- NHKニュースおはよう日本 おはスポ（スポーツコーナー)キャスター（2019年4月1日 -2021年3月26日）（休日を除く月 - 金、2019年度と2020年度前半は豊原謙二郎と、2020年度後半は早坂隆信と隔週交代出演）

広島放送局時代
- 2021年7月の大雨災害では、松江放送局に応援で派遣され災害報道を中心にローカルニュースを担当した。（2021年7月9日）
- おはようひろしま（NHKニュースおはようちゅうごく）キャスター（2022年4月 - 2023年7月21日、2022年度から2023年度5月までは志賀隼哉・岡崎太希・安藤結衣と、2023年度7月28日までは志賀・安藤と隔週交代出演）
- 大雨関連特設ニュース（2023年6月30日 - 7月1日・中国地方） - 広島放送局より中国地方の災害状況を伝えた[注釈 1]。
- 第105回全国高等学校野球選手権記念大会開会式（2023年8月6日） - ラジオ進行
- 第29回全国都道府県対抗男子駅伝（2024年1月21日） - 第ニ中継車リポート
- バスケットボール女子 パリオリンピック世界最終予選「日本」対「カナダ」（2024年2月11日、BS） - 実況
- 令和6年能登半島地震の災害報道対応による金沢放送局への応援派遣
  - 正午のニュース、能登半島地震 ライフライン情報（2024年2月26日：全国放送） - 近江町市場（金沢市）から中継リポート
  - 正午のニュース、能登半島地震 ライフライン情報（2024年2月27日：全国放送） - 金沢市から中継リポート
  - 正午のニュース、能登半島地震 ライフライン情報（2024年2月28日：全国放送） - 志賀町から中継リポート
  - 石川県のニュース（2024年2月29日）
  - 能登半島地震 ライフライン情報（2024年2月29日：全国放送）
- 広島県、中国地方のニュース・中継・リポート
- お好みワイドひろしま - 「お好みスポーツ」キャスター（隔週）

大阪放送局時代